# Comuna Velîkîi Sambir, Konotop
Velîkîi Sambir (în ucraineană Великий Самбір) este o comună în raionul Konotop, regiunea Sumî, Ucraina, formată din satele Brodî și Velîkîi Sambir (reședința).

## Demografie
Componența lingvistică a comunei Velîkîi Sambir
     Ucraineană (94,95%)
     Rusă (4,55%)
     Alte limbi (0,41%)
Conform recensământului din 2001, majoritatea populației comunei Velîkîi Sambir era vorbitoare de ucraineană (94,95%), existând în minoritate și vorbitori de rusă (4,55%).